# چیپینگ بارنت
longitudeچیپینگ بارنتlatitudeچیپینگ بارنت
بارنت (به انگلیسی: Barnet) یک منطقهٔ مسکونی در بریتانیا است که در انگلستان واقع شده‌است.